# Mandailles-Saint-Julien

Mandailles-Saint-Julien este o comună în departamentul Cantal, Franța. În 1 ianuarie 2022 avea o populație de 174 de locuitori.